# Pallavolo ai XXXII Giochi mondiali universitari estivi
Il torneo di pallavolo ai XXXII Giochi mondiali universitari estivi si è disputato durante la XXXII edizione dei Giochi mondiali universitari estivi, che si è svolta nella Regione metropolitana Reno-Ruhr nel 2025.

## Podi
| Evento                         | Oro     | Argento  | Bronzo  |
| Pallavolo maschile (dettagli)  | Polonia | Brasile  | Italia  |
| Pallavolo femminile (dettagli) | Italia  | Giappone | Brasile |